# La Romana

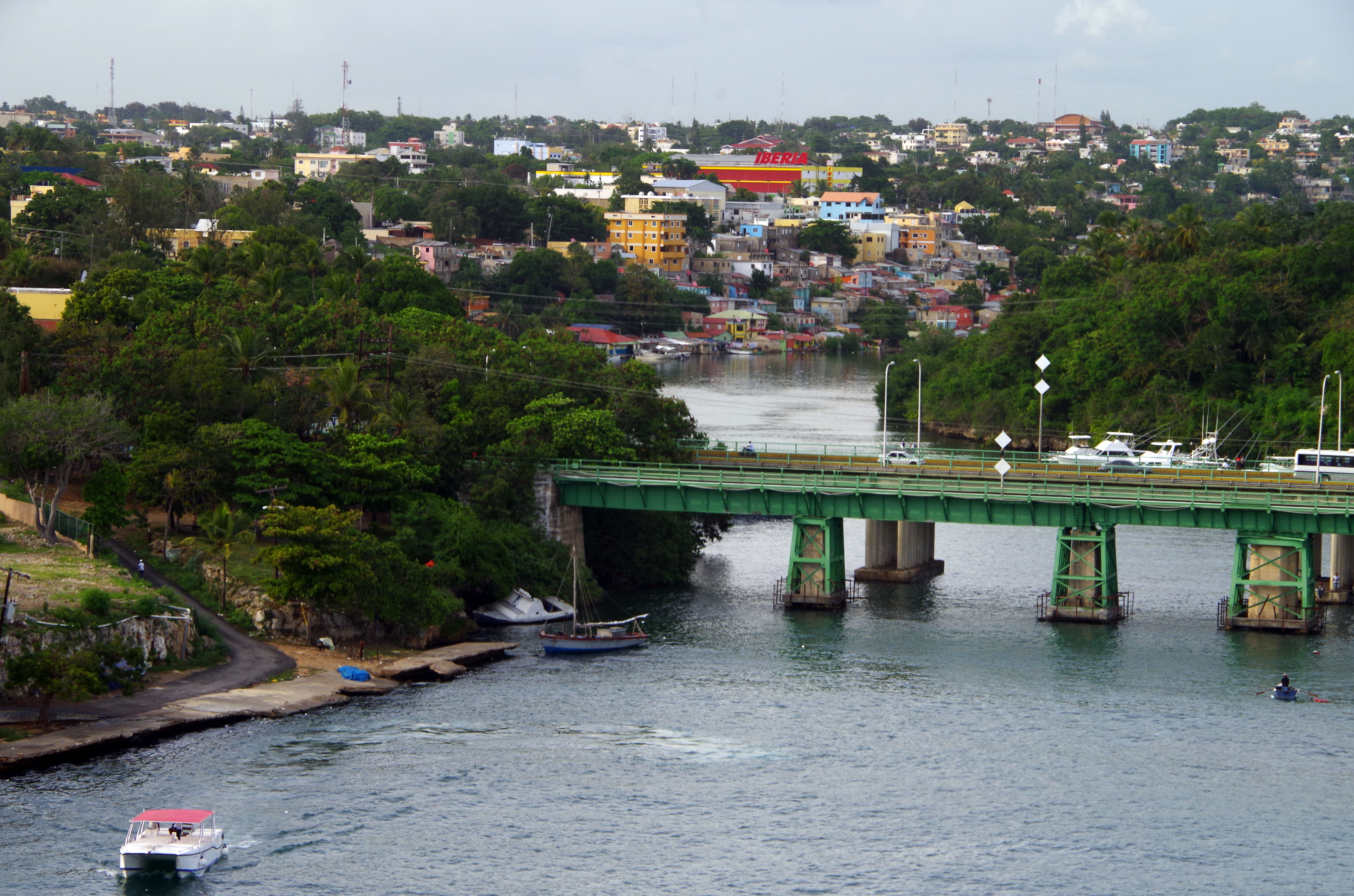
Blick auf La Romana

La Romana ist mit etwa 153.000 Einwohnern (Zensus 2022) die viertgrößte Stadt in der Dominikanischen Republik. Seit 2010 wuchs die Bevölkerung jährlich um 0,78 %. Die Stadt ist Hauptstadt der Provinz La Romana und liegt an der Südküste, gegenüber der Insel Catalina. La Romana liegt an einem kleinen Hang und es gibt einen großen Industrieteil, u. a. mit einer Zuckerraffinerie der Central Romana Corporation.

## Tourismus
Die Stadt La Romana hat selbst keine touristischen Sehenswürdigkeiten zu bieten, bietet aber in der Umgebung große Feriensiedlungen und All-Inclusive-Hotels.

### Kreuzfahrthafen
Durch seine Lage im Südosten der Dominikanischen Republik bietet sich La Romana als Start- und Endpunkt von Karibikkreuzfahrten vor allem nach Osten und Süden an. Im Süden ist Aruba 680 km entfernt, im Osten San Juan 340 km. Jamaika im Westen ist ca. 900 km entfernt. Zu diesem Zweck wurde die Mündung des Rio Dulce zu einem Kreuzfahrtterminal unter dem Namen Sugar Breeze Cruise Terminal mit zwei Liegeplätzen für Kreuzfahrtschiffe bis 350 m Länge ausgebaut. Als Start- und Zielhafen dient der Hafen vor allem den deutschen Kreuzfahrtunternehmen AIDA Cruises und TUI Cruises sowie der britischen Marella Cruises.

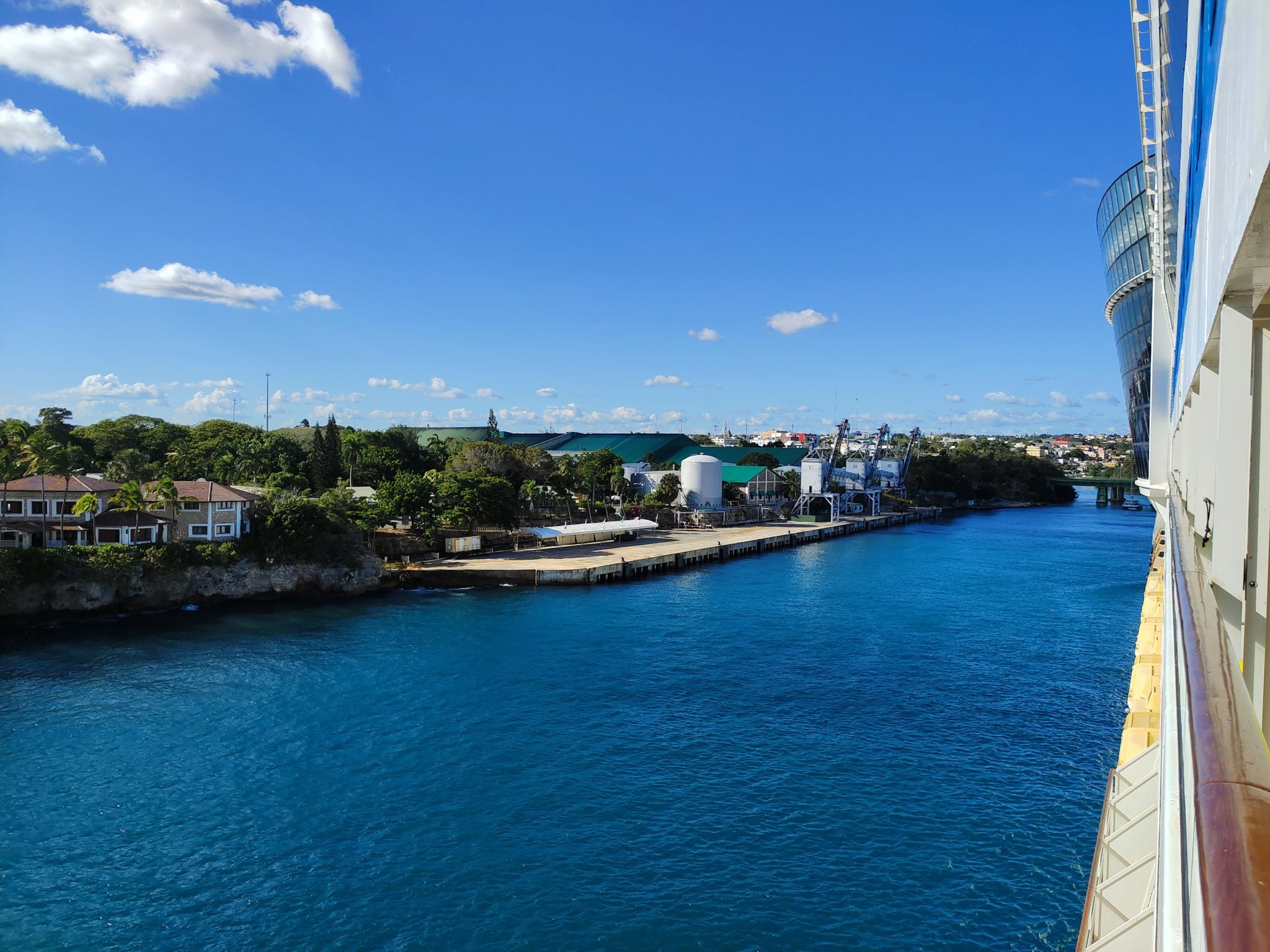
Blick über den Rio Dulce zum westlichen Kreuzfahrtanleger

Die erste Ankunft eines Kreuzfahrtschiffes war im Dezember 2002 mit der Costa Marina. Seitdem stiegen die Schiffsanläufe und damit die Passagierzahlen kontinuierlich an. Im Jahr 2017 wurde der vorläufige Höhepunkt mit 381.860 Passagieren erreicht, bevor 2020 mit Ausbruch der COVID-19-Pandemie die Zahlen stark schrumpften. Bereits 2022 gab es aber wieder eine deutliche Belebung mit 195.900 Passagieren. Im Jahr 2023 wurde der zweitbeste Wert mit 356.500 Passagieren verzeichnet.
| Jahr       | 2014    | 2015    | 2016    | 2017    | 2018    | 2019    | 2020    | 2021   | 2022    | 2023    |
| ---------- | ------- | ------- | ------- | ------- | ------- | ------- | ------- | ------ | ------- | ------- |
| Passagiere | 310.860 | 304.410 | 328.040 | 381.860 | 298.610 | 292.300 | 134.600 | 63.900 | 195.900 | 356.500 |

### Flughafen
In ungefähr 8 km Entfernung liegt der La Romana International Airport. Der Flughafen liegt an fünfter Stelle der Flughäfen der Dominikanischen Republik, wobei er 2023 lediglich 1,6 % der Passagierzahlen des Landes verzeichnen konnte. Vorrangig dient er dazu die Kreuzfahrtpassagiere des nahegelegenen Kreuzfahrthafens ein- und auszufliegen. 2023 wurden 146.818 Passagiere gemeldet. Die Entfernung zum wesentlich größeren Flughafen Punta Cana beträgt lediglich 69 km nach Osten, während es zum Hauptstadtflughafen Las Americas 100 km nach Westen sind.

### Feriensiedlung
In der Nähe der Stadt befindet sich die private Siedlung Casa de Campo, in der viele Prominente eine Villa besitzen. Zu dieser Siedlung gehört auch das Künstlerdorf Altos de Chavón, wo Michael Jackson und Lisa Marie Presley geheiratet haben.

## Söhne und Töchter der Stadt
- Bullumba Landestoy (1924–2018), Pianist und Komponist
- Napoleón Dihmes (1928–2006), Operntenor
- Mundito Espinal (1934–2015), Journalist, Moderator und Komponist
- Bertico Sosa (1951–2005), Komponist, Arrangeur und Pianist
- José Antonio Rodríguez (* 1954), Sänger, Komponist und Politiker
- Luis Santana (* 1958), Boxer
- Carlos Alfredo Fatule (* 1961), Sänger, Schauspieler und Entertainer
- Pedro Nolasco (1962–1995), Boxer
- Julio Gervacio (* 1967), Boxer
- Antonio Alfonseca (* 1972), Baseballspieler
- Francisco Saldaña (* 1979), Musiker und Produzent
- Arismendy Peguero (* 1980), Sprinter
- Ana José Tima (* 1989), Dreispringerin
- Javier Fortuna (* 1990), Profiboxer
- Edison Azcona (* 2003), dominikanisch-US-amerikanischer Fußballspieler
- Yeral Núñez (* 2003), Leichtathlet

## Klimatabelle
|                       | Jan  | Feb  | Mär  | Apr  | Mai  | Jun  | Jul  | Aug   | Sep   | Okt   | Nov  | Dez  |   |       |
| Mittl. Tagesmax. (°C) | 29,7 | 30,0 | 30,5 | 30,9 | 31,2 | 32,0 | 32,7 | 32,6  | 32,2  | 31,8  | 30,8 | 29,9 | ⌀ | 31,2  |
| Mittl. Tagesmin. (°C) | 19,5 | 19,5 | 19,8 | 20,5 | 22,0 | 22,9 | 23,2 | 23,2  | 22,9  | 22,6  | 21,6 | 20,2 | ⌀ | 21,5  |
|                       |      |      |      |      |      |      |      |       |       |       |      |      |   |       |
| Niederschlag (mm)     | 32,7 | 27,8 | 27,5 | 45,2 | 91,0 | 57,0 | 60,9 | 105,2 | 116,8 | 164,6 | 96,2 | 47,6 | Σ | 872,5 |
|                       |      |      |      |      |      |      |      |       |       |       |      |      |   |       |
| Regentage (d)         | 5,3  | 4,5  | 4,5  | 5,3  | 7,7  | 6,2  | 6,9  | 8,7   | 9,1   | 10,0  | 8,7  | 6,2  | Σ | 83,1  |

| 19,5 |

| 19,5 |

| 19,8 |

| 20,5 |

| 22,0 |

| 22,9 |

| 23,2 |

| 23,2 |

| 22,9 |

| 22,6 |

| 21,6 |

| 20,2 |

| 19,5 |

| 19,5 |

| 19,8 |

| 20,5 |

| 22,0 |

| 22,9 |

| 23,2 |

| 23,2 |

| 22,9 |

| 22,6 |

| 21,6 |

| 20,2 |